# Philotès
Pour les articles homonymes, voir Philotès (homonymie).
Dans la mythologie grecque, Philotès (en grec ancien Φιλότης / Philótês) est une divinité allégorique parfois assimilée à Aphrodite. Déesse de l'Amour sexuel et des rapports sexuels, elle est une force motrice de la Création.

## Étymologie
Son nom, Philotès (en grec ancien Φιλότης / Philótês) peut signifier « amitié », « affection » ou bien « rapport sexuel », mais c'est généralement dans ce second sens que l'on définit son rôle.

## Famille
Philotès est citée dans la Théogonie, parmi les autres divinités que Nyx enfante seule. Chez les auteurs latins, elle est fille de Nyx et d'Érèbe, ainsi chez Hygin qui la nomme Amicitia et Cicéron qui la nomme Gratia.

## Rôle
Elle a été décrite par Empédocle comme l'une des forces motrices derrière la création, étant associée à Neikea (les disputes) ; Philotès étant la force derrière les bonnes choses et Neikea étant la force des mauvaises choses. Il l'identifie également avec Aphrodite sous son nom de Cypris et mentionne que Philotès se sent blessée et offensée par des offrandes qui détruisent la vie et exige l'abstention des sacrifices d'animaux.